# 김경종
김경종(金敬鍾, 1954년 11월 18일 ~)은 대한민국의 서울북부지방법원장과 제45대 대전지방법원장을 역임한 법조인이다.

## 생애
1954년 부산광역시에서 태어난 김경종은 경남고등학교와 1977년 2월서울대학교 법학과를 졸업하고 1977년 6월 제19회 사법시험 합격했다. 군 법무관과 9기 사법연수원을 마치고 1982년 9월 대구지방법원 판사에 임용되어 1985년 9월 대구지방법원 안동지원, 1986년 9월 인천지방법원 판사를 하다가 1988년 7월 워싱턴대학교에 유학하였다. 유학을 마치고 돌아온 1990년 3월 서울고등법원 판사로 복직하여 1991년 2월 서울형사지방법원 판사와 1992년 대법원 재판연구관을 거쳐 1994년부터 창원지방법원, 서울지방법원, 부산고등법원, 서울고등법원에서 부장판사를 하다가 2006년 8월 서울고등법원에서 수석부장판사를 하였다. 2007년 2월에 법원장으로 승진하여 울산지방법원, 대전지방법원, 서울북부지방법원에서 법원장을 하였으며 서울북부지방법원장을 마지막으로 법관에서 퇴임하여 변호사 사무실을 개업했다.
1998년부터 1989년까지 워싱턴대학교 로스쿨에서 방문교수를 했던 김경종은 2006년에 서울시립대학교에서 "강제집행과 체납처분의 절차조정법의 입법론적 연구"로 박사학위를 취득했으며 2015년에 워싱턴대학교 한국총동문회에서 시상하는 올해의 동문상을 받았다.
대전지방법원장으로 재직하던 2009년 2월 2일에 충남도청 대강당에서 충청남도 공무원들을 대상으로 역사를 통하여 배우는 우리의 미래라는 주제로 특강을 했다. 2016년 블랙리스트 의혹으로 구속된 김기춘 피고인에 대한 변호사로 수임했다.